# وزارت امور روستایی
وزارت امور روستایی (استونیایی: Eesti Maaeluministeerium) یک وزارت در دولت استونی است که مسئول اجرای سیاست‌های به مربوط به کشاورزی، بازار مواد غذایی و ایمنی غذایی، بهداشت حیوانات، رفاه و دامپروری، اقتصاد زیستی و صنعت ماهیگیری در استونی است.

## فهرست وزیران
| نام               | نام              | حزب                                        | دوره           | دوره           | مدت            | نخست‌وزیر                         |              |
| وزیر کشاورزی      | وزیر کشاورزی     | وزیر کشاورزی                               | وزیر کشاورزی   | وزیر کشاورزی   | وزیر کشاورزی   | وزیر کشاورزی                     | وزیر کشاورزی |
| ----------------- | ---------------- | ------------------------------------------ | -------------- | -------------- | -------------- | -------------------------------- | ------------ |
|                   | یان لتسار        | حزب سوسیال دموکراتیک استونی                | ۲۱ اکتبر ۱۹۹۲  | ۸ نوامبر ۱۹۹۴  | ۲ سال، ۱۸ روز  | مارت لار (I)                     |              |
|                   | آلدو تام         | Agrarian-Center                            | ۸ نوامبر ۱۹۹۴  | ۱۷ آوریل ۱۹۹۵  | ۱۶۰ روز        | آندرس تاراند (I)                 |              |
|                   | ایلمار مندمتس    | Coalition Party and Country People's Union | ۱۷ آوریل ۱۹۹۵  | ۱۷ مارس ۱۹۹۷   | ۱ سال، ۳۳۴ روز | تیت واهی (II, III)               |              |
|                   | آندرس واریک      | Estonian Country People's Party            | ۱۷ مارس ۱۹۹۷   | ۲۵ مارس ۱۹۹۹   | ۲ سال، ۸ روز   | مارت سیمن (I)                    |              |
|                   | ایواری پادار     | حزب سوسیال دموکراتیک استونی                | ۲۵ مارس ۱۹۹۹   | ۲۸ ژانویه ۲۰۰۲ | ۲ سال، ۳۰۹ روز | مارت لار (II)                    |              |
|                   | یانوس ماراندی    | حزب مرکزی استونی                           | ۲۸ ژانویه ۲۰۰۲ | ۱۰ آوریل ۲۰۰۳  | ۱ سال، ۷۲ روز  | سیم کالاس (I)                    |              |
|                   | تیت تامسار       | People's Union of Estonia                  | ۱۰ آوریل ۲۰۰۳  | ۲ آوریل ۲۰۰۴   | ۳۵۸ روز        | یوهان پارتس (I)                  |              |
|                   | استر تویکسو      | People's Union of Estonia                  | ۵ آوریل ۲۰۰۴   | ۵ آوریل ۲۰۰۷   | ۳ سال، ۰ روز   | یوهان پارتس (I) آندروس آنسیپ (I) |              |
|                   | هلیر-والدور سیدر | ایساما                                     | ۵ آوریل ۲۰۰۷   | ۲۶ مارس ۲۰۱۴   | ۶ سال، ۳۵۵ روز | آندروس آنسیپ (II, III)           |              |
|                   | آندرس آنولت      | حزب سوسیال دموکراتیک استونی                | ۲۶ مارس ۲۰۱۴   | ۷ آوریل ۲۰۱۴   | ۱۲ روز         | تاوی رویواس (I)                  |              |
|                   | ایواری پادار     | حزب سوسیال دموکراتیک استونی                | ۷ آوریل ۲۰۱۴   | ۹ آوریل ۲۰۱۵   | ۱ سال، ۲ روز   | تاوی رویواس (I)                  |              |
| وزیر امور روستایی |                  |                                            |                |                |                |                                  |              |
|                   | اورماس کروس      | حزب اصلاحات استونی                         | ۹ آوریل ۲۰۱۵   | ۲۳ نوامبر ۲۰۱۶ | ۱ سال، ۲۲۸ روز | تاوی رویواس (II)                 |              |
|                   | مارتین رپینسکی   | حزب مرکزی استونی                           | ۲۳ نوامبر ۲۰۱۶ | ۹ دسامبر ۲۰۱۶  | ۱۶ روز         | یوری راتاس (I)                   |              |
|                   | تارمو تام        | حزب مرکزی استونی                           | ۱۲ دسامبر ۲۰۱۶ | ۲۹ آوریل ۲۰۱۹  | ۲ سال، ۱۳۹ روز | یوری راتاس (I)                   |              |
|                   | مارت یارویک      | حزب محافظه‌کار خلق استونی                   | ۲۹ آوریل ۲۰۱۹  | ۲۵ نوامبر ۲۰۱۹ | ۲۰۹ روز        | یوری راتاس (II)                  |              |
|                   | آروو آلر         | حزب محافظه‌کار خلق استونی                   | ۱۰ دسامبر ۲۰۱۹ | ۲۶ ژانویه ۲۰۲۱ | ۱ سال، ۴۷ روز  | یوری راتاس (II)                  |              |
|                   | اورماس کروس      | حزب اصلاحات استونی                         | ۲۶ ژانویه ۲۰۲۱ |                | ۴ سال، ۵۱ روز  | کایا کالاس (I, II)               |              |